# آرشین (آستراخان)
آرشین (به لاتین: Arshin) یک منطقهٔ مسکونی در روسیه است که در استان آستراخان واقع شده‌است.